# 吉本興業グループ
吉本興業グループ（よしもとこうぎょうグループ）は、持株会社である吉本興業ホールディングスを中心とした企業グループ。

## 概要
吉本家によって設立され、吉本興業が再度子会社化したが、一時は所属アーティスト・小室哲哉がオーナーを務めていたアール・アンド・シー・ジャパン（現：よしもとミュージック）を中心に、幅広い範囲でグループ活動を行っている。また、女優・池脇千鶴の所属事務所「エス・エス・エム」も「よしもとクリエイティブエージェンシー」に合併される前から吉本興業の子会社であり、吉本興業グループの一員である。
2000年代に入ってから、新たなメディアに対応し、株式会社ファンダンゴ、株式会社キャスティ、株式会社ベルロックメディアを設立し、精鋭を送り込んでいる。また2007年10月1日に持株会社制に移行、グループを統括する吉本興業の直下に、吉本興業から分社した3事業会社と完全子会社化したよしもとファンダンゴ、よしもとアール・アンド・シーなどを置く体制になっている。

## グループ各社

### 現在のグループ企業
- 吉本興業ホールディングス（持株会社、グループ統括会社）
- 吉本興業（旧よしもとクリエイティブ・エージェンシー。タレントマネジメント・エージェント業務、各種番組・演劇の制作・配給・興業）
  - よしもとミュージック（旧アール・アンド・シー・ジャパン → よしもとアール・アンド・シー → よしもとミュージックエンタテインメント。CD・DVDの制作・販売、吉本色はやや薄かったが、2004年にロジャム本社をファンダンゴと共に買収して子会社化、2007年より完全子会社）
  - よしもとエンタテインメント沖縄（沖縄でのタレントマネジメント・番組制作）
- よしもとデベロップメンツ（不動産事業、新規事業開発、アミューズメント施設の運営）
- ユヌス・よしもとソーシャルアクション（yySA）(グラミン銀行(Yunus Centre)とその総裁で社会起業家のムハマド・ユヌスとの共同出資に創設したマイクロクレジットの会社)
- よしもとアドミニストレーション（経理・人事・庶務に関する業務受託）
- よしもとブロードエンタテインメント（旧トラッシュ/旧よしもとビジョン、テレビ番組の企画制作等）
- よしもとミュージックパブリッシング（旧吉本音楽出版、CD・カセットテープ・ビデオテープの企画・制作・書籍の出版、タレントの育成）
- BSよしもと（衛星放送の番組制作、チャンネル運営）※社名（商号）変更前はカワイイアン・ティービー（アイドル番組の企画・制作）
- Showtitle（女性タレントを中心（NMB48メンバーなど）としたタレントの募集・選考・管理・育成等）
- KATSU-do（映画の制作・配信・宣伝）
- ゾフィープロダクツ（毎日放送との合弁会社・現在は吉本のセグメント子会社）
- よしもとロボット研究所（ロボット等に搭載するアプリケーションの開発・販売）
- ガイノイド（音声合成ソフトウェアの企画制作）
- ムービズ（映像コンテンツ制作）
- YDクリエイション（電通デジタル・ホールディングスとの合弁、映像・デジタルコンテンツの企画制作）
- Bellrock Media（フェイス・Fandango・インテルらの出資）
  - ベルロックメディア（デジタルコンテンツの企画・制作）
- よしもとスポーツエンタテインメント（旧Y-link、アスリートマネジメント業務）
- よしもとプロダクツエンタテインメント（タレント商品・コンテンツの企画開発販売）
- よしもとスタッフ・マネジメント（スタッフ派遣業務）
- よしもとラフ&ピース（映画祭・上映会イベントの企画運営）
- きょうのよしもと（映画祭・アート・イベントの企画、開催、運営）
- MCIPホールディングス（アジア地域におけるコンテンツ企画制作）
- YOSHOMOTO ENTERTAINMENT TAIPEI.CO.,LTD（台湾現地法人）
- YOSHIMOTO ENTERTAINMENT (Thailand) CO., LTD.（タイ現地法人）
- YOSHIMOTO ENTERTAINMENT USA.,INC.（北米現地法人）
- KYORAKU吉本.ホールディングス（京楽産業.との合弁、テレビ番組の企画制作・タレントマネジメント）
- LAPONEエンタテインメント（韓国のエンタテインメント企業CJ ENMとの合弁会社）

### 過去のグループ企業

#### 「よしもとクリエイティブエージェンシー」（現：「吉本興業」）に吸収合併
- よしもとファンダンゴ（デジタルコンテンツの企画・制作・配信・販売、KDDIとの合弁でファンダンゴ（Fandango）として設立、後に完全子会社化された。）
- ワイズビジョン（吉本興業・讀賣テレビ放送の合弁会社）
- エス・エス・エム
- アイ・ティ・エス（吉本興業・毎日放送の合弁会社・後に吉本興業のセグメント子会社）

#### その他
- キャスティ（東京電力・吉本興業の合弁会社）
- Rojam Entertainment（香港、2009年以降は吉本色が薄まっている。）
- ニューキッズ・イン・ザ・よしもと

### 外縁企業
- 岩井コスモホールディングス(旧岩井證券。笹川家や岩井家らによって設立、吉本興業屈指の外縁企業)
  - 岩井コスモ証券